# Port lotniczy Minatitlán/Coatzacoalcos
Port lotniczy Minatitlán/Coatzacoalcos (IATA: MTT, ICAO: MMMT) – port lotniczy położony w Cosoleacaque, w pobliżu Minatitlán, w stanie Veracruz, w Meksyku.